# جايمي ألفونسو كينتانا
جايمي ألفونسو كينتانا (بالإسبانية: Jaime Alfonso Quintana)‏ هو محامي وسياسي تشيلي، ولد في 31 ديسمبر 1891 في تشيلان في تشيلي، وتوفي في 27 أغسطس 1972 في سانتياغو في تشيلي. حزبياً، نشط في Radical Party of Chile ‏. وقد انتخب وزير الداخلية.